# Eoctonus miniatus
Eoctonidae, Eoctonus
Famille
Genre
Espèce
Eoctonus miniatus, unique représentant du genre Eoctonus et de la famille des Eoctonidae, est une espèce fossile de scorpions.

## Distribution
Cette espèce a été découverte à Mazon Creek en Illinois aux États-Unis. Elle date du Carbonifère.

## Description
L'holotype mesure 14,0 mm.

## Publications originales
- Petrunkevitch, 1913 : A monograph of the terrestrial Palaeozoic Arachnida of North America. Transactions of the Connecticut Academy of Arts and Sciences, vol. 18, p. 1-137 (en).
- Kjellesvig-Waering, 1986 : A restudy of the fossil Scorpionida of the world. Palaeontographica Americana, vol. 55, p. 5-287.